# Christopher Lambert

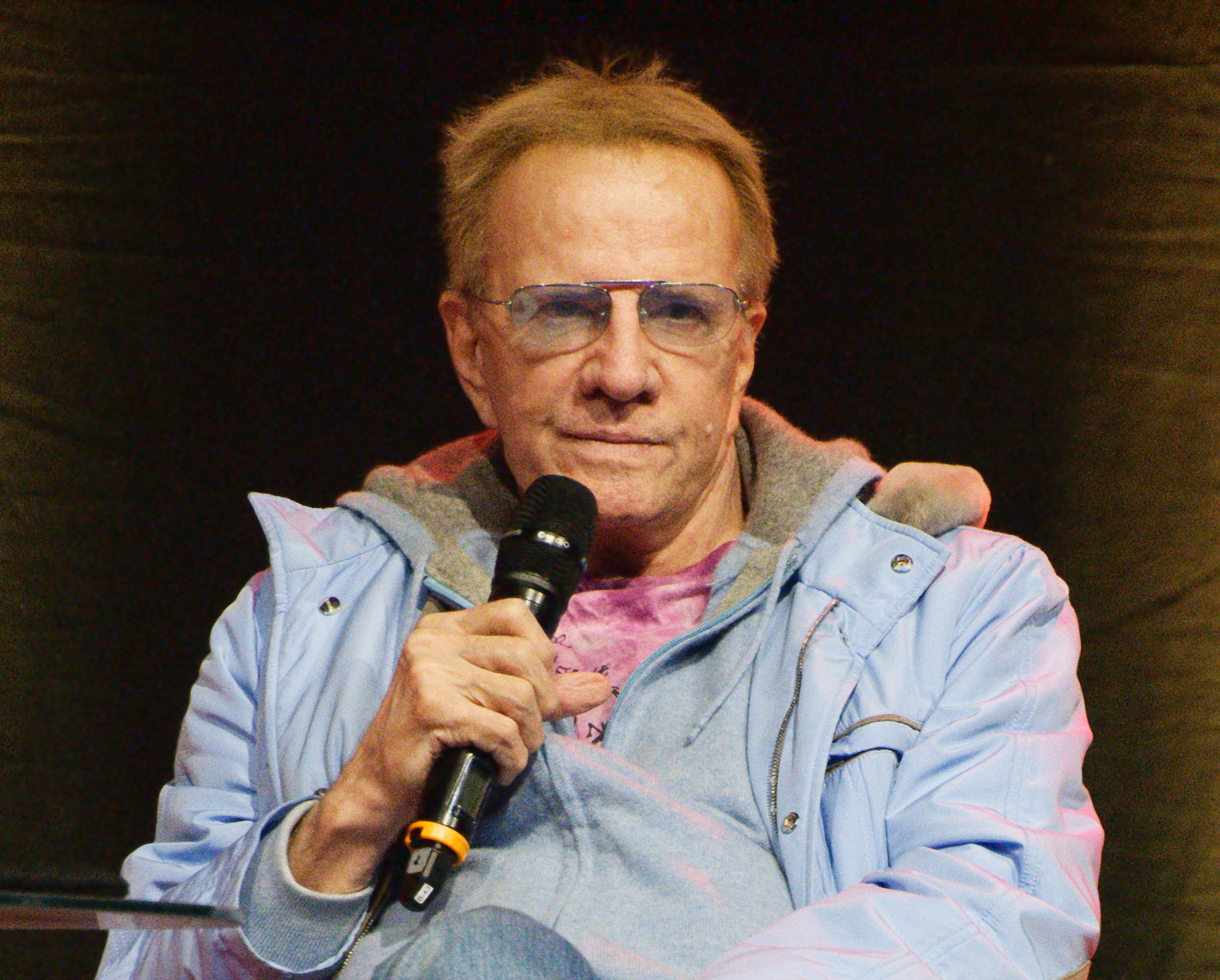
Christopher Lambert (2023)

Christopher Lambert, egentligen Christophe Guy Denis Lambert, född 29 mars 1957 i Great Neck, Long Island, New York, är en fransk  skådespelare.
Lambert föddes i USA av franska föräldrar. Han lämnade USA med sina föräldrar när han bara var två år gammal. Hans far var fransk diplomat i Schweiz, varför Lambert gick på privata internatskolor i Genève. Han började arbeta på Londonbörsen innan han studerade teater på Pariskonservatoriet i två år.
Lambert hade några mindre roller i fransk film innan han fick titelrollen i Greystoke: Legenden om Tarzan, apornas konung (1984). Annars är han mest känd som den odödlige skotten Connor MacLeod i Highlander-filmerna.
Han är gift med Jaimyse Haft sedan den 6 februari 1999. Han har en dotter, Eleonora (född 1993), i ett upplöst äktenskap med Diane Lane. 

## Filmografi (urval)
- 2018 – Sobibór – Karl Frenzel
- 2015 – Sharknado 3: Oh Hell No!
- 2005 – Day of Wrath
- 2003 – Absolon
- 2000 – Highlander: Endgame
- 1999 – Resurrection
- 1999 – Fortress 2: Re-Entry
- 1999 – Beowulf
- 1998 – Gideon
- 1997 – Arlette
- 1996 – Adrenalin: Fear The Rush
- 1995 – Mortal Kombat
- 1995 – The Hunted
- 1993 – Fortress
- 1993 – Gunmen
- 1992 – Sista draget
- 1994 – Highlander III: The Sorcerer
- 1991 – Highlander II: The Quickening
- 1988 – Att döda en präst
- 1987 – The Sicilian
- 1986 – Highlander
- 1985 – Subway
- 1984 – Greystoke: Legenden om Tarzan, apornas konung